# Ginástica artística nos Jogos Europeus de 2015 - Barra fixa
A competição da barra fixa foi um dos eventos da ginástica artística nos Jogos Europeus de 2015, em Baku, no Azerbaijão. Foi disputada na Arena Nacional de Ginástica entre os dias 15 e 20 de junho.

## Calendário
Horário de verão do Azerbaijão (UTC+5).
| Data        | Horário | Fase         |
| ----------- | ------- | ------------ |
| 15 de junho |         | Qualificação |
| 20 de junho | 19:25   | Final        |

## Medalhistas
| Ouro   | GER Fabian Hambüchen |
| Prata  | GRE Vlasios Maras    |
| Bronze | RUS Nikita Ignatyev  |

## Resultado

### Qualificação
O resultado da qualificação foi o seguinte.
| Posição | Ginasta                 | Dif.  | Exe.  | Pen. | Total  | Qual. |
| ------- | ----------------------- | ----- | ----- | ---- | ------ | ----- |
| 1       | GRE Vlasios Maras       | 6.900 | 8.866 |      | 15.766 | Q     |
| 2       | GER Fabian Hambüchen    | 7.000 | 8.633 |      | 15.633 | Q     |
| 3       | UKR Oleg Verniaiev      | 6.500 | 8.900 |      | 15.400 | Q     |
| 4       | RUS Nikita Ignatyev     | 6.800 | 8.566 |      | 15.366 | Q     |
| 5       | CRO Marijo Možnik       | 6.200 | 8.900 |      | 15.100 | Q     |
| 6       | BLR Andrey Likhovitskiy | 6.400 | 8.600 |      | 15.000 | Q     |
| 7       | RUS Nikolai Kuksenkov   | 6.500 | 8.466 |      | 14.966 |       |
| 8       | BLR Dzmitry Barkalau    | 6.200 | 8.733 |      | 14.933 |       |
| 9       | ROU Vlad Cotuna         | 6.300 | 8.500 |      | 14.800 | R1    |
| 10      | GER Andreas Toba        | 6.600 | 8.100 |      | 14.700 |       |
| 10      | FRA Axel Augis          | 6.200 | 8.466 |      | 14.666 | R2    |
| 12      | GER Sebastian Krimmer   | 6.300 | 8.333 |      | 14.633 |       |
| 13      | CYP Marios Georgiou     | 5.600 | 9.000 |      | 14.600 | R3    |

### Final
O resultado final foi o seguinte.
| Posição           | Ginasta                 | Dif.  | Exe.  | Pen. | Total  |
| ----------------- | ----------------------- | ----- | ----- | ---- | ------ |
| Medalha de ouro   | GER Fabian Hambüchen    | 7.000 | 8.533 |      | 15.533 |
| Medalha de prata  | GRE Vlasios Maras       | 6.900 | 8.466 |      | 15.366 |
| Medalha de bronze | RUS Nikita Ignatyev     | 6.800 | 8.366 |      | 15.166 |
| 4                 | CRO Marijo Možnik       | 6.400 | 8.500 |      | 14.900 |
| 5                 | UKR Oleg Verniaiev      | 6.800 | 8.100 |      | 14.900 |
| 6                 | BLR Andrey Likhovitskiy | 6.300 | 8.033 |      | 14.333 |